# Seznam flamskih slikarjev
Seznam flamskih slikarjev.
Predloga:Flamci (Op.: glej tudi Seznam nizozemskih//holandskih slikarjev in Seznam belgijskih slikarjev)

## A
- Pieter (Coecke) van Aelst (1502–1550)
- Denis van Alsloot (~1570~1626)
- Baldasarre Anna (~1560~1639)

## B
- Jacob de Backer (~1555~1585)
- Hendrick van Balen (1575–1632)
- Henri Bellechose (~1400/15~1440/45)
- Simon Bening (1483–1561)
- Joachim Beuckelaer (~1533~1570/5)
- Huybrecht Beuckeleer (Huybrecht Beuckelaer/HB) (~1535/40–1605~25) (flamsko-francosko-angleški)
- Jan Frans van Bloemen (1662–1749) (flamsko-italijanski)
- Norbert van Bloemen ("Cefalus/Cephalos")(1670–1746)(flamsko-italijansko-nizozem.)
- Pieter van Bloemen ("Standaart") (1657–1720)
- Joachim Beuckelaer (1533–1574)
- Hendrik van der Borcht starejši (1583–1651) (flamsko-nemški)
- Dirk (Dieric) Bouts (~1415–1475)
- Ambrosius Bosschaert (1573–1621)
- Crispin van den Broeck (1523–1591)
- Hendrick van den Broeck (~1530–1597) (flamsko-italijanski: Arrigo Fiammingo)
- Adriaen Brouwer (1605/6–1638)
- Jan Brueghel starejši (1568–1625)
- Pieter Bruegel starejši (~1525–1569)

## C
- Denijs Calvaert (~1540–1619) (flamsko-italijanski: Domenico Fiamingo)
- Robert Campin (~1380–1444)
- Petrus Christus (1410/1420–1472)
- Ludwig de Clericq (~1640–1702)
- Hendrick de Clerck (~1560/70–1630)
- Hieronymus Cockx (1510–1570)
- Hans Collaert (~1545–1628)
- Michael Coxcie (1499–1592)
- Caspar de Crayer (1584–1669)

## D
- Jan Frans van Dael (1764–1840)
- Jacques Daret (~1404~1470)
- Gerard David (~1455–1523)
- Louis de Deyster (1656–1711)
- Abraham van Diepenbeeck (1599–1675)
- Gerrit Dou
- Anthonis van Dyck (1599–1641)

## E
- Gerard Edelinck (1649–1707)
- Ferdinand Elle (1570–1637) (flamsko-francoski)
- Hans Eworth (~1520–1574)
- Hubert van Eyck (1366–1426)
- Jan van Eyck (1390–1441)

## F
- Juan de Flandes (flamsko-španski)
- Frans Floris (1520–1570)
- Pauwels Franck (1540-1596) (flamsko-italijanski)
- Philip Fruytiers (1627–1666)
- Jan Fyt (1611–1661)

## G
- Giuseppe Grisoni (1699–1796)
- Hugo van der Goes (~1440–1482)

## H
- Frans Hals (1580–1666)
- Jan Davidsz. de Heem ?
- Lucas de Heere (1534–1584)
- Joris Hoefnagel (1545–1601)
- Jacob Huysmans (~1633–1696)

## I
- Adriaen Isenbrant (~1490–1551)

## J
- Abraham Janssens (1633–1696)
- Jacob Jordaens (1593–1678)

## K
- Peter van Kessel (?–1668) (flamsko-nemški)
- François Kinson (1770–1839)

## L
- Lancelot (Blondeel) (1498–1561)
- Jan Lievens (1607–1674)

## M
- Adam Frans van der Meulen (1634–1690) (flamsko-francoski)
- Francisque Millet (1642–1679) (flamsko-francoski)
- Joos de Momper (1564–1635)

## N
- Adam van Noort (1561–1641)

## O
- Bernard van Orley (1491–1542)

## P
- Frans Pourbus starejši (1545–1581)
- Frans Pourbus mlajši (1569–1622)
- Pieter Porubus (~1523–1584)

## R
- (Pierre-Joseph Redouté 1759-1840: flamsko-francoski)
- Nicolas Régnier ali Niccolò Renieri (1591-1667) (flamsko-italijanski)
- Peter Paul Rubens (1577–1640)

## S
- Aegidius Sadeler (~1570–1629)
- Antoni Schoonjans "Parrhasius" (~1655–1726, Dunaj)
- Daniel Seghers (1590–1661)
- Frans Snyders (1579–1657)
- Hendrick de Somer (Enrico Fiammingo) (1607–1655~) (flamsko-italijanski)
- Joannes Stradanus (Jan van der Straet) (1523–1605) (flamsko-italijanski/firenški)
- Michiel Sweerts (1618–1664)

## T
- David Teniers starejši
- David Teniers mlajši
- Peter Tillemans (~1684–1734)

## U
- Jacob van Utrecht (~1479– po 1525)

## V
- Otto van Veen (~1556–1629)
- Cornelis de Vos (1584–1651)
- Sebastian Vrancx (1573–1647)

## W
- Rogier van der Weyden (1399/1400–1464) (flamsko-nizozemski)
- Artus Wolffort (1581–1641)